# Mallinella submonticola
Mallinella submonticola là một loài nhện trong họ Zodariidae.
Loài này thuộc chi Mallinella. Mallinella submonticola được van Hove & Robert Bosmans miêu tả năm 1984.